# Saint-Calez-en-Saosnois
Saint-Calez-en-Saosnois és un municipi francès situat al departament del Sarthe i a la regió de País del Loira. L'any 2007 tenia 171 habitants.

## Demografia

### Població
El 2007 la població de fet de Saint-Calez-en-Saosnois era de 171 persones. Hi havia 68 famílies de les quals 16 eren unipersonals (8 homes vivint sols i 8 dones vivint soles), 20 parelles sense fills, 28 parelles amb fills i 4 famílies monoparentals amb fills.
La població ha evolucionat segons el següent gràfic:
Habitants censats

### Habitatges
El 2007 hi havia 97 habitatges, 66 eren l'habitatge principal de la família, 26 eren segones residències i 5 estaven desocupats. 93 eren cases i 4 eren apartaments. Dels 66 habitatges principals, 57 estaven ocupats pels seus propietaris i 9 estaven llogats i ocupats pels llogaters; 4 tenien dues cambres, 17 en tenien tres, 13 en tenien quatre i 32 en tenien cinc o més. 53 habitatges disposaven pel capbaix d'una plaça de pàrquing. A 31 habitatges hi havia un automòbil i a 34 n'hi havia dos o més.

### Piràmide de població
La piràmide de població per edats i sexe el 2009 era:
| Homes | Edats   | Dones |
| ----- | ------- | ----- |
| 0     | 95 o +  | 0     |
| 0     | 90 a 94 | 4     |
| 8     | 85 a 89 | 0     |
| 0     | 80 a 84 | 0     |
| 0     | 75 a 79 | 8     |
| 4     | 70 a 74 | 0     |
| 0     | 65 a 69 | 4     |
| 4     | 60 a 64 | 0     |
| 0     | 55 a 59 | 0     |
| 12    | 50 a 54 | 8     |
| 0     | 45 a 49 | 8     |
| 8     | 40 a 44 | 8     |
| 12    | 35 a 39 | 8     |
| 0     | 30 a 34 | 4     |
| 0     | 25 a 29 | 4     |
| 4     | 20 a 24 | 8     |
| 0     | 15 a 19 | 20    |
| 8     | 10 a 14 | 0     |
| 8     | 5 a 9   | 4     |
| 8     | 0 a 4   | 4     |

## Economia
El 2007 la població en edat de treballar era de 124 persones, 89 eren actives i 35 eren inactives. De les 89 persones actives 81 estaven ocupades (50 homes i 31 dones) i 8 estaven aturades (5 homes i 3 dones). De les 35 persones inactives 19 estaven jubilades, 7 estaven estudiant i 9 estaven classificades com a «altres inactius».

### Ingressos
El 2009 a Saint-Calez-en-Saosnois hi havia 66 unitats fiscals que integraven 164 persones, la mediana anual d'ingressos fiscals per persona era de 19.169 €.

### Activitats econòmiques
Dels 7 establiments que hi havia el 2007, 1 era d'una empresa de construcció, 4 d'empreses de comerç i reparació d'automòbils, 1 d'una empresa d'hostatgeria i restauració i 1 d'una empresa immobiliària.
L'únic servei als particulars que hi havia el 2009 era un electricista.
L'any 2000 a Saint-Calez-en-Saosnois hi havia 10 explotacions agrícoles que ocupaven un total de 438 hectàrees.

## Poblacions més properes
El següent diagrama mostra les poblacions més properes.